# Einband-Europameisterschaft 1978

Logo CEB (ausrichtender Verband)

Veranstaltungsort: Zelzate

Die Einband-Europameisterschaft 1978 war das 26. Turnier in dieser Disziplin des Karambolagebillards und fand vom 9. bis zum 12. Februar 1978 in Zelzate statt. Es war die fünfte Einband-Europameisterschaft in Belgien.

## Geschichte
Nach einer Niederlage von Raymond Ceulemans gegen Dieter Müller und sechs Siegen von Ludo Dielis kam es im siebten und damit letztem Durchgang des Turniers zu einem echten Endspiel. Für Dielis, der in seinem Match gegen Johann Scherz bereits mit 95:187 im Rückstand lag und noch mit 200:194 gewinnen konnte, reichte ein Unentschieden zum Titelgewinn. Ceulemans, der auch ein fast verlorenes Match gegen Francis Connesson bei einem Rückstand von 51:149 in zehn Aufnahmen noch mit 200:160 in 19 Aufnahmen drehen konnte, musste mindestens mit 200:190 gewinnen, um seinen Titel zu verteidigen. Die Partie endete für Dielis ernüchternd. Ceulemans gewann mit 200:52 in zwölf Aufnahmen und wurde zum neunten Mal Europameister im Einband. Dieter Müller spielte mit 9,70 den besten internationalen Durchschnitt aus deutscher Sicht.

## Turniermodus
Es wurde im Round Robin System bis 200 Punkte gespielt. Es wurde mit Nachstoß gespielt. Damit waren Unentschieden möglich.
Bei MP-Gleichstand wird in folgender Reihenfolge gewertet:
1. MP = Matchpunkte
2. GD = Generaldurchschnitt
3. HS = Höchstserie

## Abschlusstabelle
| MP    | Match Points (Sieger = 2; Unentschieden = 1; Verlierer = 0) |
| Pkte. | Erzielte Karambolagen                                       |
| Aufn. | Benötigte Versuche                                          |
| GD    | Generaldurchschnitt                                         |
| BED   | Bester Einzeldurchschnitt eines Spielers                    |
| HS    | Höchstserie                                                 |
|       | Bester GD des Turniers                                      |
|       | Bester ED des Turniers                                      |
|       | Beste HS des Turniers                                       |
|       | 1. Platz (Gold)                                             |
|       | 2. Platz (Silber)                                           |
|       | 3. Platz (Bronze)                                           |

| Platz                     | Name              | MP   | Pkte. | Aufn. | GD    | BED   | HS |
| ------------------------- | ----------------- | ---- | ----- | ----- | ----- | ----- | -- |
| 1                         | Raymond Ceulemans | 12:2 | 1378  | 103   | 13,37 | 16,66 | 83 |
| 2                         | Ludo Dielis       | 12:2 | 1252  | 104   | 12,03 | 15,38 | 78 |
| 3                         | Francis Connesson | 8:6  | 1294  | 124   | 10,43 | 16,66 | 63 |
| 4                         | Dieter Müller     | 8:6  | 1213  | 125   | 9,70  | 13,33 | 60 |
| 5                         | Johann Scherz     | 8:6  | 1256  | 150   | 8,37  | 10,52 | 55 |
| 6                         | Javier Arenaza    | 6:8  | 829   | 148   | 5,60  | 8,69  | 61 |
| 7                         | Antonio Oddo      | 2:12 | 775   | 152   | 5,09  | 7,40  | 45 |
| 8                         | Hans Sundquest    | 0:14 | 1018  | 152   | 6,69  | –     | 58 |
| Turnierdurchschnitt: 8,52 |                   |      |       |       |       |       |    |